# Sarah Danielle Madison
Sarah Danielle Madison (gebürtig: Sarah Goldberg; * 6. September 1974 in Springfield, Illinois; † 27. September 2014 in Wisconsin) war eine US-amerikanische Schauspielerin.
Madison wurde vor allem durch ihre beiden Rollen in den Fernsehserien Eine himmlische Familie und Für alle Fälle Amy einem breiten Fernsehpublikum bekannt. Darüber hinaus stand Madison 2001 in Jurassic Park III und im selben Jahr auch in Training Day vor der Filmkamera. Am 27. September 2014 starb sie im Schlaf. Die anschließende Obduktion konnte die genaue Todesursache nicht klären.

## Filmografie (Auswahl)
- 2001: Jurassic Park III
- 2001: Training Day
- 2002–2004: Für alle Fälle Amy (Judging Amy, Fernsehserie, 17 Folgen)
- 2002–2006: Eine himmlische Familie (7th Heaven, Fernsehserie, 16 Folgen)
- 2007: CSI: Den Tätern auf der Spur (CSI: Crime Scene Investigation, Fernsehserie, eine Folge)
- 2007: Savage Planet (Fernsehfilm)
- 2007: Without a Trace – Spurlos verschwunden (Without a Trace, Fernsehserie, eine Folge)
- 2008: In Plain Sight – In der Schusslinie (In Plain Sight, Fernsehserie, eine Folge)
- 2009: Dr. House (House, M.D., Fernsehserie, eine Folge)
- 2009–2011: 90210 (Fernsehserie, 6 Folgen)